# 雅楚
雅楚（法語：Jatxou，法語發音：[ʒatsu]）是法国大西洋比利牛斯省的一个市镇，属于巴约讷区。

## 地理
雅楚（43°23'19"N, 1°25'49"W）面积13.95 平方千米，位于法国新阿基坦大区大西洋比利牛斯省，该省份为法国东南部省份，涵盖了贝阿恩与北巴斯克，西临大西洋比斯開灣，北至朗德省，东北接热尔省，东临上比利牛斯省，南与西班牙接壤。
与雅楚接壤的市镇（或旧市镇、城区）包括：阿尔苏、阿斯帕伦、拉勒索尔、穆盖尔、于斯塔里茨、维勒弗朗克。
雅楚的时区为UTC+01:00、UTC+02:00（夏令时）。

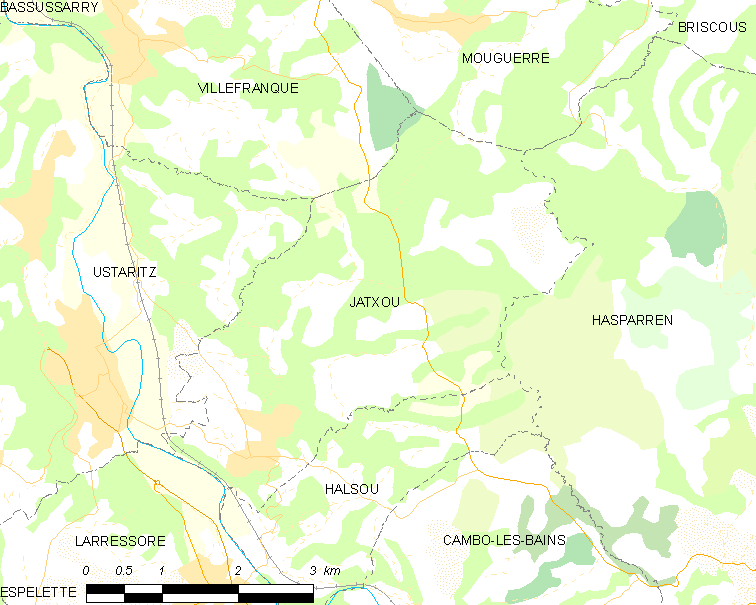
雅楚的OSM定位图

## 行政
雅楚的邮政编码为64480，INSEE市镇编码为64282。

## 政治
雅楚所属的省级选区为巴伊古拉-蒙达兰县。

## 人口

1962-2008年间雅楚人口变化图示

雅楚于2022年1月1日时的人口数量为1258人。